# LLVM
是一套编译器基础设施项目，为自由软件，以C++寫成，包含一系列模块化的编译器组件和工具链，用来开发编译器前端和后端。任意一種程式語言通過它實作出來的編譯器，都能利用上它在編譯時期、鏈結時期、執行時期以及“閒置時期”进行的最佳化。
它最早以C/C++為實作對象，而目前它已支援包括ActionScript、Ada、D語言、Fortran、GLSL、Haskell、Java字节码、Objective-C、Swift、Python、Ruby、Crystal、Rust、Scala、Standard ML以及C#等语言。

## 历史
LLVM專案的發展起源於2000年伊利诺伊大学厄巴纳-香槟分校的維克拉姆·艾夫（Vikram Adve）與克里斯·拉特納（Chris Lattner）的研究，他們想要為所有靜態及動態語言創造出動態的編譯技術。LLVM是以BSD授權來發展的开源軟體。2005年，蘋果電腦雇用了克里斯·拉特納及他的團隊為蘋果電腦開發應用程式系統，LLVM為現今macOS及iOS開發工具的一部分。
LLVM的命名最早源自於底層虛擬機器（Low Level Virtual Machine）的首字母縮寫，由於這個專案的範圍並不侷限於建立一個虛擬機器，這個縮寫導致了廣泛的疑惑。LLVM開始成長之後，成為眾多編譯工具及低階工具技術的統稱，使得這個名字變得更不貼切，開發者因而決定放棄這個縮寫的意涵，現今LLVM已單純成為一個系統，適用於LLVM下的所有專案，包含LLVM中間表示（LLVM IR）、LLVM除錯工具、LLVM C++標準函式庫等。
因LLVM對產業的貢獻，计算机协会於2012年将ACM软件系统奖授與維克拉姆·艾夫、克里斯·拉特納和Evan Cheng。
自9.0.0版本开始，LLVM使用带有LLVM额外条款的Apache许可证2.0进行授权。而从2019年10月开始，LLVM项目的代码托管正式迁移到了GitHub。

## 描述
LLVM提供了一套适合编译器系统的中间表示（Intermediate Representation，IR），有大量变换和优化都围绕其实现。经过变换和优化后的中间语言，可以转换为目标平台相关的汇编语言代码。LLVM可以和GCC工具链一起工作，允许它与为该项目编写的大量现有编译器一起使用。
LLVM还可以在编译、链接时生成可重定位代碼（Relocatable Code），甚至在运行时生成二进制机器码。
LLVM支援與語言無關的指令集架構及類型系統。每個指令都處在静态单赋值形式（SSA）下代表著，每個變數（被稱為具有型別的暫存器）僅被賦值一次，這簡化了變數間相依性的分析。LLVM允許程式碼遵循傳統GCC系統的方式而被靜態的編譯，或者以類似JAVA等後期編譯的方式，通過即時編譯（JIT）將IF編譯成機器碼。
LLVM的型別系統包含基本型別（整數或是浮点数）及五個複合型別（指標、陣列、向量、結構及函數），具體語言的型別，可以在LLVM中用基本型別的组合來表示，舉例來說，C++所使用的类，可以被表示為結構、函數和函数指针的陣列的混合。
LLVM JIT編譯器可以最佳化程式在執行期之時去除所不需要的靜態分支，這在一些部份求值（Partial Evaluation）的案例中相當有效，即當程式有許多選項，而在特定環境下其中多數可被判斷為是不需要的。這個特色被使用在Mac OS X Leopard（v10.5）底下OpenGL的管線，當硬體不支援某個功能時依然可以被成功地運作。
OpenGL堆栈下的繪圖程式被編譯為中间表示，接著在機器上執行時被編譯，當系統擁有高階GPU時，這段程式會進行極少的修改並將傳遞指令給GPU，當系統擁有低階的GPU時，LLVM將會編譯更多的程序，使這段GPU無法執行的指令在本地端的中央处理器執行。LLVM增進了使用Intel GMA晶片等低端機器的效能。一個類似的系統發展於Gallium3D LLVMpipe，它已被合併到GNOME，使其可運行在沒有GPU的環境。
根據2011年的一项測試，GCC在執行時期的性能平均比LLVM高10%。而2013年測試显示，LLVM可以編譯出接近GCC相同效能的執行碼。

## 组件
LLVM已经成为多个编译器和代码生成相关子项目的母项目。

### 前端
LLVM最初被用來取代GCC中的程式碼產生器，許多GCC的前端已經可以與其運行，LLVM目前支援Ada、C语言、C++、D語言、Fortran、Haskell、Julia、Objective-C、Rust及Swift的編譯，它使用許多的編譯器，有些來自4.0.1及4.2的GCC。
LLVM引發一些人來為許多語言開發新的編譯器，其中一個最引發注意的就是Clang，它是一個新的編譯器，同時支援C、Objective-C以及C++。主要來自蘋果電腦的支持，Clang的目的用以取代GCC系統底下的C/Objective-C編譯器，在當代的系統，他較為容易與集成开发环境（IDE）整合，而且對於线程有更好的支援。Clang从3.8版本开始已经支持OpenMP。GCC底下Objective-C的開發已經停滯，而蘋果電腦已經將其支援移至其他的維護分支。
Utrecht Haskell編譯器可以產生LLVM使用的程式碼，但它還在初期的開發階段，並且在許多案例，展示他比起C程式碼產生器擁有更好的效率
Glasgow Haskell Compiler（GHC）擁有一個可以運作的LLVM後端，程式執行效能對比起原先的編譯器可以達到30%的加速，它僅比一個由GHC所實現，並擁有多項最佳化技術的編譯器還慢
還有其他的元件在不同的開發階段，包含（但不限於）Java字节码、通用中间语言（CIL）、MacRuby（Ruby 1.9實現）、Standard ML及新的图着色寄存器分配器。

### 中间表示
LLVM的核心是中间表示（Intermediate Representation，IR），一种类似汇编的底层语言。IR是一种强类型的精简指令集（RISC），并对目标指令集进行了抽象。例如，目标指令集的函数调用惯例被抽象为call和ret指令加上明确的参数。另外，IR采用无限个数的暂存器，使用如%0，%1等形式表达。LLVM支持三种表达形式：人类可读的汇编格式，适合前端的在内存中的格式和用作序列化的紧密bitcode格式。
例如，一个简单的Hello World程序可以表达为如下的汇编形式。对IR语言的完整描述请参考LLVM官方文档：
```
@.str
 
=
 
internal
 
constant
 
[
14
 
x
 
i8
]
 
c
"hello, world\0A\00"

declare
 
i32
 
@printf
(
i8
*,
 
...)

define
 
i32
 
@main
(
i32
 
%argc
,
 
i8
**
 
%argv
)
 
nounwind
 
{

entry:

    
%tmp1
 
=
 
getelementptr
 
[
14
 
x
 
i8
],
 
[
14
 
x
 
i8
]*
 
@.str
,
 
i32
 
0
,
 
i32
 
0

    
%tmp2
 
=
 
call
 
i32
 
(
i8
*,
 
...)
 
@printf
(
 
i8
*
 
%tmp1
 
)
 
nounwind

    
ret
 
i32
 
0

}

```

LLVM计划还介入了另一种类型的中间表示名为MLIR，它通过采用叫做“方言”的插件架构来帮助建造可重用且可扩展的编译器下部构造。

### 后端
截至版本16，LLVM已经支持多种后端指令集，包括IA-32、x86-64、ARM、Qualcomm Hexagon、LoongArch、M68K、MIPS、Nvidia PTX（在LLVM文档中也称为NVPTX）、PowerPC、AMD TeraScale、新近的AMD GPU（在LLVM文档中也叫做AMDGPU）、SPARC、SystemZ、RISC-V、z/Architecture和XCore。
LLVM还支持WebAssembly为其目标，使得编译后的程序可以在启用WebAssembly的环境中运行，比如Google Chrome/Chromium、Firefox、Microsoft Edge、Apple Safari或WAVM虚拟机。合规于LLVM的WebAssembly编译器，典型的支持多种语言的几乎不需修改的源代码，包括：C、C++、D、Rust、Nim、Kotlin和其它一些语言。
LLVM包含一个专门的MC模块，将机器指令在文字形式和机器码形式间相互转换。在之前LLVM依靠系统或是平台专门的工具链将汇编翻译为机器码。LLVM机器码的集成汇编器已经支持绝大多数LLVM的目标平台。

### 链接器
lld链接器子项目旨在为LLVM开发一个内置的，平台独立的链接器，去除对所有第三方链接器的依赖。在2017年5月，lld已经支持ELF、PE/COFF、Mach-O和WebAssembly。在lld支持不完全的情况下，用户可以使用其他项目，如GNU ld链接器。
lld支持链接时优化。当LLVM链接时优化被启用时，LLVM可以输出bitcode而不是本机代码，而本机代码生成由链接器优化处理。

### C++标准库
LLVM项目包含一个C++标准库的实现（libcxx），具有MIT许可证和UIUC许可证的双许可协议。

## 另見
- Clang C/C++編譯器
- GNU lightning
- GNU Compiler Collection（GCC）
- OpenGL

## 外部連結
- LLVM計劃官方網站（页面存档备份，存于）
- LLVM Project Blog（页面存档备份，存于）
- LLVM: A Compilation Framework for Lifelong Program Analysis & Transformation （页面存档备份，存于）—a published paper by Chris Lattner and Vikram Adve.
- LLVM Language Reference Manual （页面存档备份，存于）—describes the LLVM intermediate representation.
- LLVM 2.0 Presentation （页面存档备份，存于）—Google Tech Talk Presentation on LLVM 2.0
- Discussion of LLVM （页面存档备份，存于） by John Siracusa at Ars Technica
- LLVM內部結構（页面存档备份，存于）（The Architecture of Open Source Applications, Volume II - ISBN 9781105571817）
- LLVMLinux專案